# Paul Gardner
Pour les articles homonymes, voir Gardner.
Paul Malone Gardner (né le 5 mars 1956 à Fort Érié dans la province de l'Ontario) est un joueur professionnel canadien de hockey sur glace qui évoluait au poste d'attaquant. Il est le fils de l'ancien joueur de la Ligue nationale de hockey Cal Gardner. Son frère aîné Dave Gardner a également joué dans la LNH et son neveu Ryan Gardner est également joueur professionnel.

## Carrière en club
Il commence sa carrière professionnelle avec les Generals d'Oshawa de l'Association de hockey de l'Ontario en 1974 avant de se présenter aux repêchages de la ligue nationale de hockey et  de l'Association mondiale de hockey en 1976.
Ainsi, il est à la fois repêché par les Scouts de Kansas City de la LNH (en tant que 11e choix de la première ronde) et par les Toros de Toronto (deuxième ronde et 24e choix).
Il choisit finalement l'équipe de la LNH et la suivra lors du déménagement de la franchise dans le Colorado (devenant les Rockies du Colorado).
Il joue pendant trois saisons avant de joueur pour les Maple Leafs de Toronto, les Penguins de Pittsburgh, les Capitals de Washington et les Sabres de Buffalo.
Il arrête le hockey à la fin de la saison 1986-1987 où il ne jouera que peu dans la LNH et passera la majeure partie de son temps dans la Ligue américaine de hockey (LAH).

## Statistiques
Pour les significations des abréviations, voir Statistiques du hockey sur glace.
| Saison     | Équipe                     | Ligue      |     | Saison régulière | Saison régulière | Saison régulière | Saison régulière | Saison régulière |    | Séries éliminatoires | Séries éliminatoires | Séries éliminatoires | Séries éliminatoires | Séries éliminatoires |
| Saison     | Équipe                     | Ligue      | PJ  | B                | A                | Pts              | Pun              | PJ               | B  | A                    | Pts                  | Pun                  |                      |                      |
| 1974-1975  | Generals d'Oshawa          | AHO        | 64  | 27               | 36               | 63               | 54               | -                | -  | -                    | -                    | -                    |                      |                      |
| 1975-1976  | Generals d'Oshawa          | AHO        | 65  | 69               | 75               | 144              | 75               | -                | -  | -                    | -                    | -                    |                      |                      |
| 1976-1977  | Reds de Rhode Island       | LAH        | 14  | 10               | 4                | 14               | 12               | -                | -  | -                    | -                    | -                    |                      |                      |
| 1976-1977  | Rockies du Colorado        | LNH        | 60  | 30               | 29               | 59               | 25               | -                | -  | -                    | -                    | -                    |                      |                      |
| 1977-1978  | Rockies du Colorado        | LNH        | 46  | 30               | 22               | 52               | 29               | -                | -  | -                    | -                    | -                    |                      |                      |
| 1978-1979  | Rockies du Colorado        | LNH        | 64  | 23               | 26               | 49               | 32               | -                | -  | -                    | -                    | -                    |                      |                      |
| 1978-1979  | Maple Leafs de Toronto     | LNH        | 11  | 7                | 2                | 9                | 0                | 6                | 0  | 1                    | 1                    | 4                    |                      |                      |
| 1979-1980  | Hawks du Nouveau-Brunswick | LAH        | 20  | 11               | 16               | 27               | 14               | 15               | 10 | 5                    | 1                    | 5                    |                      |                      |
| 1979-1980  | Maple Leafs de Toronto     | LNH        | 45  | 11               | 13               | 24               | 10               | -                | -  | -                    | -                    | -                    |                      |                      |
| 1980-1981  | Indians de Springfield     | LAH        | 14  | 9                | 12               | 21               | 6                | -                | -  | -                    | -                    | -                    |                      |                      |
| 1980-1981  | Penguins de Pittsburgh     | LNH        | 62  | 34               | 40               | 74               | 59               | 5                | 1  | 0                    | 1                    | 8                    |                      |                      |
| 1981-1982  | Penguins de Pittsburgh     | LNH        | 59  | 36               | 33               | 69               | 28               | 5                | 1  | 5                    | 6                    | 2                    |                      |                      |
| 1982-1983  | Penguins de Pittsburgh     | LNH        | 70  | 28               | 27               | 55               | 12               | -                | -  | -                    | -                    | -                    |                      |                      |
| 1983-1984  | Skipjacks de Baltimore     | LAH        | 54  | 32               | 49               | 81               | 14               | 10               | 12 | 10                   | 22                   | 0                    |                      |                      |
| 1983-1984  | Penguins de Pittsburgh     | LNH        | 16  | 0                | 5                | 5                | 6                | -                | -  | -                    | -                    | -                    |                      |                      |
| 1984-1985  | Whalers de Binghamton      | LAH        | 64  | 51               | 79               | 130              | 10               | 5                | 3  | 9                    | 12                   | 0                    |                      |                      |
| 1984-1985  | Capitals de Washington     | LNH        | 12  | 2                | 4                | 6                | 6                | -                | -  | -                    | -                    | -                    |                      |                      |
| 1985-1986  | Americans de Rochester     | LAH        | 71  | 61               | 51               | 112              | 16               | -                | -  | -                    | -                    | -                    |                      |                      |
| 1985-1986  | Sabres de Buffalo          | LNH        | 2   | 0                | 0                | 0                | 0                | -                | -  | -                    | -                    | -                    |                      |                      |
| 1996-1997  | Pirates de Portland        | LAH        | 1   | 0                | 1                | 1                | 0                | -                | -  | -                    | -                    | -                    |                      |                      |
| Totaux LNH | Totaux LNH                 | Totaux LNH | 447 | 201              | 201              | 402              | 207              | 16               | 2  | 6                    | 8                    | 14                   |                      |                      |

## Carrière d'entraîneur
Peu de temps après avoir arrêté sa carrière de joueur, Gardner commence sa reconversion devenant l'entraîneur de la franchise de la ligue américaine de hockey les Saints de Newmarket pendant quatre saisons.
Il deviendra par la suite entraîneur adjoint de l'équipe de Portland, les Pirates de Portland (avec qui il joue un match en 1996-1997).
En 1998, il devient l'entraîneur adjoint de la nouvelle franchise de la LNH : les Predators de Nashville. Il occupe ce poste jusqu'à la fin de la saison 2002-2003.
Depuis juillet 2008, il devient l'entraîneur du Dinamo Minsk de la Ligue continentale de hockey avant de démissionner un mois plus tard pour raisons personnelles.

## Honneurs et trophées
Ligue américaine de hockey.
- 1985: Remporte le trophée John-B.-Sollenberger.
- 1985: Remporte le trophée Les-Cunningham.
- 1985: Remporte le trophée Fred-T.-Hunt.
- 1986: Remporte le trophée John-B.-Sollenberger.
- 1986: Remporte le trophée Les-Cunningham.